# Ioana Strungaru
Ioana Strungaru (Geburtsname Ioana Crăciun; * 4. Januar 1989 in Trușești) ist eine rumänische Rudersportlerin. Sie ist dreifache Europameisterin und gewann drei WM-Medaillen im Rudern.

## Karriere
Im Jahr 2004 begann Crăciun mit dem Rudersport. Bereits zwei Jahre später nahm sie im Doppelvierer an den Weltmeisterschaften der Junioren 2006 teil und belegte Platz 12. In ihrem letzten Junioren-Jahr schaffte sie den Sprung in den Achter und wurde Junioren-Weltmeisterin. Ab der Saison 2008 ruderte sie im Erwachsenenbereich. 2009 und 2010 gewann sie jeweils die Bronzemedaille im Doppelvierer bei den U23-Weltmeisterschaften. Bei der U23-Weltmeisterschaft 2011 gewann sie mit Mihaela Petrilă die Silbermedaille im Doppelzweier. Während dieser Zeit wurde sie gleichzeitig auch in der offenen Frauen-Klasse eingesetzt. Bei den Ruder-Europameisterschaften 2008 ruderte sie noch mit Maria Bursuc im Doppelzweier auf den siebten Rang. Danach gelang ihr für zwei Jahre der Sprung in den starken rumänischen Frauen-Achter. Mit dieser Mannschaft wurde Crăciun Europameister 2009 und 2010, dazu gelangen zwei Medaillenerfolge bei den Weltmeisterschaften in diesen Jahren.
Mit der Intensivierung der Trainingsbemühungen vor den anstehenden Olympischen Sommerspielen in London ab der Saison 2011 schaffte sie nicht erneut den Sprung in den Achter. Im geskullten Doppelvierer erreichte sie aber zwei EM-Bronzemedaillen bis 2012 sowie eine Teilnahme an den Ruder-Weltmeisterschaften 2011 in Bled (Slowenien). Bei den Spielen von London wurde Crăciun schließlich in keiner Mannschaft eingesetzt.
Im neuen Olympiazyklus schaffte Crăciun über eine EM-Teilnahme im Doppelzweier den Sprung zurück in den rumänischen Achter. Dieser gewann bei den Ruder-Weltmeisterschaften 2013 in Chungju die Silbermedaille. Crăciun war auch beim erneuten EM-Sieg 2014 Teil der Achtermannschaft. 2015 folgten eine Bronzemedaille bei den Europameisterschaften und der siebte Platz bei den Weltmeisterschaften. Anfang Mai 2016 belegte der rumänische Achter den vierten Platz bei den Europameisterschaften. Vierzehn Tage später siegten die Rumäninnen in der letzten Olympiaqualifikation in Luzern. Bei den Olympischen Spielen 2016 gewann der rumänische Achter die Bronzemedaille in der Besetzung Roxana Cogianu, Ioana Strungaru, Mihaela Petrilă, Iuliana Popa, Mădălina Bereș, Laura Oprea, Adelina Boguș, Andreea Boghian und Steuerfrau Daniela Druncea.
Crăciun startet für den Verein Botoșani CS. Ihr Wettkampfgewicht beträgt rund 72 kg. Sie heiratete im Jahr 2015 den ehemaligen rumänischen Ruderer Ionel Strungaru, der von 2004 bis 2014 im internationalen Rudersport aktiv war, und startet seitdem unter ihrem Ehenamen.